# Herbert Dobersalske

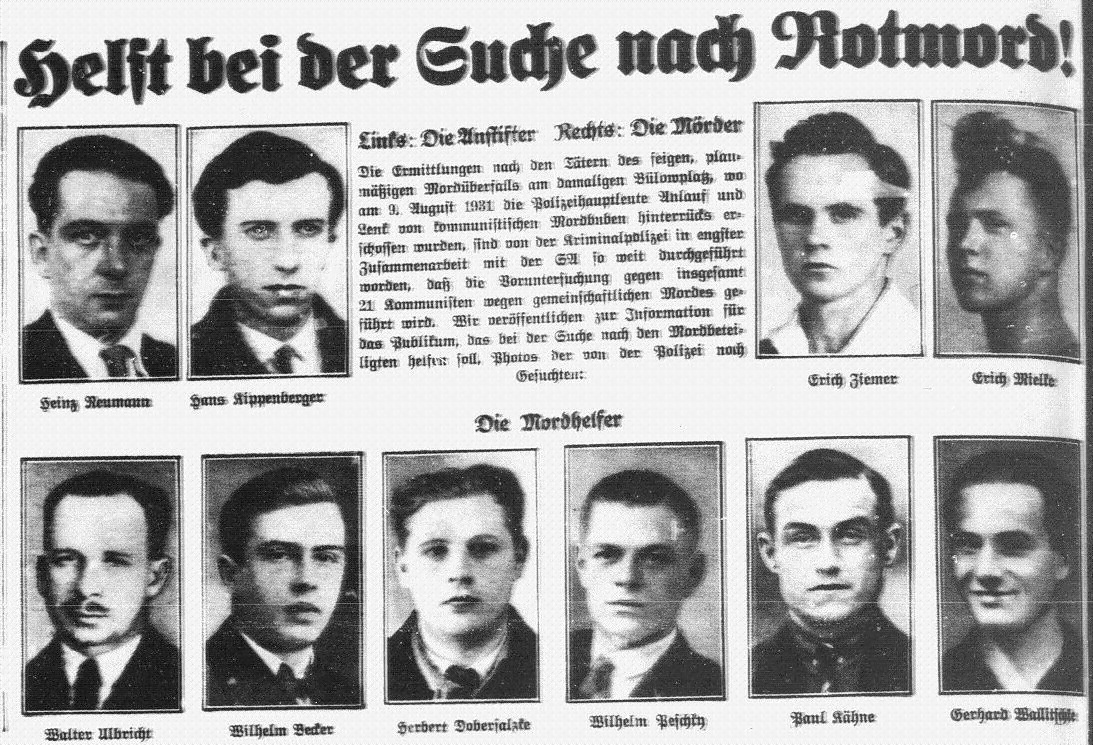
Fahndungsplakat der Berliner Polizei vom September 1933 mit Herbert Dobersalzke (sic!).

Herbert Friedrich Karl Dobersalske (auch fälschlich Dobersalzke) (* 26. Januar 1908 in Berlin; † 1943 in Hamburg) war Angehöriger des Parteiselbstschutzes (PSS) der Kommunistischen Partei Deutschlands (KPD) in der Weimarer Republik, Teilnehmer am Spanischen Bürgerkrieg und Widerstandskämpfer gegen den Nationalsozialismus. Bekanntheit erlangte Dobersalke durch die Fahndung nach seiner Person im Rahmen der Morde auf dem Bülowplatz.

## Leben
Dobersalske wurde als Sohn von Friedrich Wilhelm und Wilhelmine Auguste Helene Dobersalske (geb. Curt) in Berlin geboren. Er lernte Schlosser, wurde Mitglied der KPD und des paramilitärischen PSS. In diesem war er im PSS Berlin-Nord organisiert, dort als Waffenwart tätig und damit für Wartung, Instandsetzung und Lagerung der Waffen des PSS zuständig. Jochen Staadt geht davon aus, dass Dobersalske als Mitglied des PSS im KPD-Parteibezirk von Walter Ulbricht höchstwahrscheinlich zu dessen Personenschutz gehörte, der die Rede Ulbrichts und dessen Auszug aus dem Saalbau Friedrichshain am 22. Januar 1931 gegen Angehörige der SA sicherte. Dobersalske führte zur Zeit der Morde auf dem Bülowplatz eine fünfköpfige Gruppe, die die Flucht der Schützen Erich Mielke und Erich Ziemer auf dem Bülowplatz deckte. 1933 wurden im Keller von Dobersalske mehrere Waffen gefunden, worunter laut kriminaltechnischen Gutachten sich auch die Tatwaffe befunden haben soll.
Herbert Dobersalske flüchtete im Juli 1933 nach der Machtergreifung Hitlers nach Frankreich und hielt sich 1934 in der Sowjetunion auf. Im Jahr 1934 unterschrieb er zusammen mit Mielke, Ziemer und anderen Beteiligten eine in Prag veröffentlichte eidesstattliche Erklärung „über die wirklichen Vorgänge am 9. August 1931“ zur Unterstützung der in Berlin angeklagten PSS-Angehörigen. Er kämpfte als Interbrigadist im 8. Bataillon der 13. Brigade ab November 1936 im Spanischen Bürgerkrieg auf der Seite der Zweiten Spanischen Republik. Nach einer schweren Verwundung war Dobersalske Angehöriger einer Partisaneneinheit und später einer Panzerwagenbrigade. Nach der Niederlage der spanischen Republik im Bürgerkrieg gehörte er zu den wenigen deutschen Spanienkämpfern, die erneut in die Sowjetunion einreisen konnten.
Nachdem Dobersalske eine entsprechende Ausbildung in der Sowjetunion erhalten hatte, sprang er mit dem Fallschirm über Deutschland ab, wurde dort verhaftet und in Hamburg 1943 erschossen.